# Ях'я аль-Мутасім
Абу Захарія аль-Мутасім Ях'я ібн ан-Насір (*д/н —1236) — 8-й халіф держави Альмохадів у 1227—1229 роках.

## Життєпис
Походив з династії Альмохадів. Син халіфа Мухаммед ан-Насіра. Про молоді роки немає відомостей.
У 1224 році після оголошення халіфом Абдаллаха аль-Аділа, виступив проти нього. Ях'ю підтримала значна частина впливового берберського племені масмуда. Втім йому не вдалося здолати супротивника, оскільки аль-Аділ відкликав війська з аль-Андалуса.
Тривала боротьба завершилася у 1227 році змовою проти халіфа й вбивством Абдаллах аль-Аділа. Після цього у жовтні Ях'ю оголошено новим халіфом. Але проти нього виступив брат вбитого — Ідріс аль-Мамун. Війна з ним тривала до 1229 року, коли Ях'я аль-Мутасім зазнав нищівної поразки від військ Ідріса, після цього халіфа було повалено.
Це боротьба послабила позиції Альмохадів на Піренейському півострові, що призвело до утворення самостійних держав та нового наступу Кастилії, Арагону і Португалії на Андалузію й Альгарве. У 1228 році Мухаммед ібн Юсуф ібн Худ створив Мурсійський емірат. Кастилія захопила Касерес, Бадахос і Меріду, Арагон — острів Майорку.
У 1232 році після численних повстань проти халіфа Ідріса аль-Мамуна, Ях'я знову висунув претензії на трон, зумів зайняти столицю Марракеш та частину південного Марокко. В столиці він зруйнував католицьку церкву Божої Матері, яку зведено за наказом аль-Мамуна, та знищено усіх християн. Незважаючи на смерть аль-Мамуна того ж року Ях'я не зміг здолати спадкоємця останнього Абд аль-Вахіда II. Війна за владу тривала до 1236 року, коли Ях'я аль-Мутасім помер.